# Nazionale maschile di football americano di Tahiti
La nazionale di football americano di Tahiti è la selezione maggiore maschile di football americano della Federazione Tahitiana di Football Americano che rappresenta Tahiti e il resto della Polinesia Francese nelle varie competizioni ufficiali o amichevoli riservate a squadre nazionali.

## Risultati
Legenda: Grassetto: Risultato migliore, Corsivo: Mancate partecipazioni

## Dettaglio stagioni

### Amichevoli
| Stagione | Vin | Par | Per | Tot | PF | PS | avversaria      |
| -------- | --- | --- | --- | --- | -- | -- | --------------- |
| 2019     | 0   | 1   | 0   | 1   | 36 | 36 | Nuova Caledonia |
| Totale   | 0   | 1   | 0   | 1   | 36 | 36 |                 |

Fonte: americanfootballitalia.com

### Tornei

#### Festival Tahitiano di Football americano
| Stagione | regular season | regular season | regular season | regular season | regular season | regular season | playoff | playoff | playoff | playoff | playoff | playoff     | playoff    |
|          | Vin            | Par            | Per            | Tot            | PF             | PS             | Vin     | Per     | Tot     | PF      | PS      | risultato   | avversaria |
| -------- | -------------- | -------------- | -------------- | -------------- | -------------- | -------------- | ------- | ------- | ------- | ------- | ------- | ----------- | ---------- |
| 2016     | 0              | 0              | 2              | 2              | 18             | 134            |         |         |         |         |         | Terzo posto | Australia  |
| Totale   | 0              | 0              | 2              | 2              | 18             | 134            |         |         |         |         |         |             |            |

Fonte: americanfootballitalia.com

### Riepilogo partite disputate
| Anno             | Luogo  | Evento     | Fase del torneo | Incontro                 | Risultato |
| 23 luglio 2016   | Pirae  | Amichevole |                 | Tahiti - Samoa Americane | 12 - 52   |
| 30 luglio 2016   | Pirae  | Amichevole |                 | Tahiti - Australia       | 6 - 82    |
| 27 novembre 2019 | Nouméa | Amichevole |                 | Nuova Caledonia - Tahiti | 36 - 36   |

## Confronti con le altre Nazionali
Questi sono i saldi di Tahiti nei confronti delle Nazionali incontrate.

### Saldo in pareggio
| Nazionale       | Giocate | Vinte | Pareggiate | Perse | PF | PS | Ultima vittoria | Ultimo pari | Ultima sconfitta |
| --------------- | ------- | ----- | ---------- | ----- | -- | -- | --------------- | ----------- | ---------------- |
| Nuova Caledonia | 1       | 0     | 1          | 0     | 36 | 36 | -               | 2019        | -                |

### Saldo negativo
| Nazionale       | Giocate | Vinte | Pareggiate | Perse | PF | PS | Ultima vittoria | Ultimo pari | Ultima sconfitta |
| --------------- | ------- | ----- | ---------- | ----- | -- | -- | --------------- | ----------- | ---------------- |
| Samoa Americane | 1       | 0     | 0          | 1     | 12 | 52 | -               | -           | 2016             |
| Australia       | 1       | 0     | 0          | 1     | 6  | 82 | -               | -           | 2016             |